# Senecio rhizomatus
Senecio rhizomatus là một loài thực vật có hoa trong họ Cúc. Loài này được Rusby miêu tả khoa học đầu tiên năm 1896.